# John Gordon (Oberst)
John Gordon († 1649) war ein kaiserlicher Oberst und einer der Hauptbeteiligten an der Ermordung Wallensteins in Eger.
Der calvinistische Schotte vom Clan Gordon diente im Dreißigjährigen Krieg unter Wallenstein und wurde vom gemeinen Soldaten bis zum Oberst befördert. Er machte die Kriegszüge in Norddeutschland mit und warb im April 1632 als Oberstleutnant Truppen für das Wallensteinsche Heer.
Zum Oberst und Kommandanten von Eger ernannt, stellte er sich zum Schein auf die Seite Wallensteins, leitete aber mit Walter Butler und Walter Leslie die Ermordung Wallensteins, des Herzogs von Friedland, ein.
Sein hierfür ausgesetzter Lohn betrug 120.000 Gulden. Über sein späteres Leben ist nichts bekannt.